# Водице (община Водице)
Вижте пояснителната страница за други значения на Водице.
Водице (на словенски: Vodice) е село в Словения, регион Средна Словения. Административен център на община Водице. Според Националната статистическа служба на Република Словения през 2015 г. селото има 1641 жители.